# Isabel Schenk
Isabel Schenk (* 8. Januar 1995 in Duisburg) ist eine deutsche Fußballspielerin.

## Karriere
Schenk startete ihre Karriere beim SV Rheinwacht Erfgen in Bedburg-Hau. Noch in der Bambini-Mannschaft verließ sie den Verein und wechselte 1999 zu TuRa 88 Duisburg. Dort durchlief sie sämtliche Jugendteams bis zur D1-Jugend, bevor sie sich im Sommer 2007 dem Stadtrivalen FCR 2001 Duisburg anschloss. Beim FCR spielte sie von der C- bis zur B-Jugend, bevor sie am 6. Mai 2012 für die Reserve des FCR Duisburg gegen die Reserve des 1. FFC Turbine Potsdam ihr Seniorendebüt feierte. Nach der Saison stieg Duisburg II in die Regionalliga West ab und Schenk wurde Stammspielerin des Teams. Sie spielte in der Saison 2012/13 in 12 Spielen für Duisburg II, bevor sie im Sommer 2013 in die Bundesliga-Mannschaft der finanziell angeschlagenen Duisburger aufrückte. Sie absolvierte am 6. Oktober 2013 ihr Profidebüt für die erste Mannschaft des FCR Duisburg in der Frauen-Bundesliga gegen den VfL Wolfsburg. Im Sommer 2017 mit Ende ihres Vertrages, verließ Schenk den MSV Duisburg und wechselte zu Borussia Mönchengladbach.

## Persönliches
Schenk besuchte die Gesamtschule Duisburg-Mitte in Duisburg-Neudorf.